# Seebach, Ortenau
Seebach là một thị xã ở huyện Ortenau trong bang Baden-Württemberg nước Đức. Đô thị Seebach, Ortenau có diện tích 19,05 km².